# Jacinto (Minas Gerais)
Jacinto – miasto i gmina w Brazylii, w stanie Minas Gerais.